# Istmo de Kra
El istmo de Kra (en tailandés: คอคอดกระ) es una zona estrecha de tierra que conecta la península de Malaca con el continente asiático. La parte este pertenece a Tailandia, mientras que la zona oeste del mismo pertenece a la región de Tanintharyi, Birmania. Al oeste del istmo se encuentra el mar de Andamán, mientras que al este está el golfo de Tailandia.

## Geografía
La zona más estrecha entre el estuario del río Kra y la bahía de Sawi, próxima a la ciudad de Chumphon, tiene un ancho de 44 km, y una altitud máxima de 75 m s. n. m. El istmo debe su nombre a la ciudad de Kra Buri, en la provincia tailandesa de Ranong, que se ubica en la parte oeste de la zona más angosta.
El istmo de Kra delimita la frontera entre dos partes de la cordillera central, que corre desde el Tíbet a través de toda la península malaya. La zona sur es llamada la cordillera de Phuket, la zona norte la cordillera de Tenasserim, que continúa por 400 km hasta el Paso de las Tres Pagodas.

## Guerra del Pacífico
El 8 de diciembre de 1941, hora local, el ejército imperial japonés desembarcó en Songkhla e invadió Tailandia. Debido a la línea internacional de cambio de fecha, esto en realidad ocurrió horas antes del ataque del 7 de diciembre (hora de Hawái) a Pearl Harbor, lo que la convirtió en la primera acción importante de la Guerra del Pacífico. Luego, las fuerzas japonesas avanzaron hacia el sur, hacia Perlis y Penang, como parte de la campaña de Malasia, que culminó con la captura de Singapur.

## Canal de Kra
El canal de Tailandia, canal de Kra o canal del istmo de Kra, se refiere a un plan para un gran canal que debería cortar a través del sur de Tailandia para mejorar el transporte en la región, como lo hacen el canal de Panamá y el de Suez.
Este canal, que al fin y al cabo, es una propuesta de gran calado geoestratégico, se viene dando desde muy atrás y uniría el golfo de Tailandia con el mar de Andamán. Se han propuesto varias rutas para acortar los viajes desde la India a China y evitar el estrecho de Malaca. La ruta más al norte fue defendida por Edward O'Riley (1821-1856), un funcionario del gobierno en Birmania, y Henry Wise, en Inglaterra, cuando fue objeto de un informe al Parlamento británico en 1859 por el cónsul Robert Schomburk de Bangkok.
Recientemente se ha reavivado el interés por el proyecto ya que el estrecho de Malaca, de poco menos de 1.000 kilómetros de largo, es estrecho, con menos de 2,5 kilómetros en su parte más estrecha y sólo 25 metros de profundidad en su punto menos profundo, es por donde pasa más del 25% del tráfico de hidrocarburos. Si se construyera el canal, grandes barcos podrían viajar a través de la región desde la India hasta China y Japón sin pasar por el Estrecho de Malaca.
En octubre de 2020, el gobierno tailandés lanzó un estudio de viabilidad para construir un puerto de aguas profundas en cada costa, conectado por una carretera y un ferrocarril de 96 kilómetros, además de tuberías. Un grupo de expertos de Singapur ha estimado el coste de llevar a cabo el proyecto en 1.850 millones de dólares.

## En la cultura popular
- En la serie de historietas Yoko Tsuno, el episodio El cañón de Kra, de 1985, el istmo fue el escenario donde se desarrolla la acción con un gran cañón ferroviario.